# Anthomastus globosus
Anthomastus globosus är en korallart som beskrevs av Jean-Loup d'Hondt 1992. Anthomastus globosus ingår i släktet Anthomastus och familjen läderkoraller. Inga underarter finns listade i Catalogue of Life.